# 奏 (無限開關歌曲)
《奏》是日本樂團无限开关于2004年3月10日发行的第二张单曲，初回限定版与普通版同时发售，初回限定版为增强型CD。

## 奏的主要成就

### 日本唱片協會
- 2014年5月，流通8年零4个月后销售额突破100万。
- 流媒体认证
  - 金牌认证[7]（2021 年 2 月）
  - 白金认证[8] [9]（2022 年 12 月）

### 告示牌 (雜誌)
- 日本公告牌排行榜浏览量突破一亿次[10] （2022 年 4 月 27 日）
  - 在2000年代发行的所有歌曲中，史上第三首突破億次瀏覽量[10]。
  - 在歷代所有歌曲中，史上第四首突破億次瀏覽量[10]。
- 日本公告牌综合歌曲排行榜“Japan Hot 100”上榜次数：167次（历史第5位，截至2022年4月27日） [10]
- 日本公告牌流媒体歌曲排行榜前300名的数量：总计232周（截至2022年4月27日） [10]

### 其他
- YouTube：音乐视频观看次数已突破一亿次[11] （2019年4月5日公布）
- NexTone Award 2020金奖获得者（以创作者大桥卓弥和常田真太郎个人名义获得） [12]（2020年4月8日）

## 《一週的朋友。》的片尾曲
- 松竹电影《一週的朋友。》主题曲

## 翻唱
| 歌手                                   | 发布日期                     | 收录专辑                                                                | 备注                                                                                    |
| -------------------------------------- | ---------------------------- | ----------------------------------------------------------------------- | --------------------------------------------------------------------------------------- |
| 岛谷瞳                                 | 2007年12月5日                | 翻唱专辑《男歌〜cover song collection〜》                               |                                                                                         |
| 美吉田月                               | 2008年1月16日                | 翻唱专辑《pure flavor #2〜key of love〜》                               |                                                                                         |
| 兰华                                   | 2009年11月17日               | 专辑《SWEETS! MACARON POP featuring Ranka》                             | 编曲：绫部健三郎                                                                        |
| 斯莱和罗比 (スライ&ロビー)             | 2010年3月24日                | 翻唱专辑《J Lovers》                                                    | 英译翻唱，雷鬼风格改编                                                                  |
| 高桥真梨子                             | 2010年5月12日                | 翻唱专辑《No Reason 2 〜更成熟〜 (No Reason 2 〜もっとオトコゴコロ〜)》 |                                                                                         |
| COUNTER RESET                          | 2010年10月12日               | 翻唱专辑《PUNK EATS J-POP》                                             |                                                                                         |
| FIRE DOG 69                            | 2011年4月6日                 | 翻唱专辑《TV HITS J-POP PUNK - COVERS》                                 |                                                                                         |
| fumika                                 | 2011年6月8日                 | 单曲《蓝色鸟 (アオイトリ)》                                             |                                                                                         |
| Sayaka Hasuki                          | 2012年1月25日                | 专辑曲目《J-POP COVER DRIVIN' Vol.3 mixed by DJ HIROKI》                |                                                                                         |
| BENI                                   | 2012年3月21日                | 翻唱专辑《COVERS》                                                      | 英译翻唱                                                                                |
| John-Hoon                              | 2012年10月31日               | 翻唱专辑《VOICE 2》                                                     |                                                                                         |
| 菅原纱由理                             | 2012年11月14日               | 专辑《Open The Gate》                                                   |                                                                                         |
| JOY                                    | 2013年1月16日                | 翻唱专辑《JOY COVERS》                                                  |                                                                                         |
| 畑田纱李                               | 2013年2月13日                | 发布单曲《奏（かなで）》                                                |                                                                                         |
| LOVERS ROCREW                          | 2013年2月27日                | 翻唱专辑《LOVERS POP "Swear"》                                          |                                                                                         |
| Kera Kera                              | 2013年5月15日                | 单曲《スターラブレイション》                                            |                                                                                         |
| Ms.OOJA                                | 2013年11月6日                | 翻唱专辑《MAN -Love Song Covers 2-》                                    |                                                                                         |
| 青木隆治                               | 2013年12月18日               | 翻唱专辑《VOICE 200X》                                                  |                                                                                         |
| 藤宫香织（雨宫天）                     | 2014年5月21日                | 单曲《奏（かなで）》                                                    | 电视动画《一週的朋友。》片尾曲                                                          |
| 长谷祐树（山谷祥生）                   | 2014年5月21日                | 单曲《奏（かなで）》                                                    | 电视动画《一週的朋友。》片尾曲                                                          |
| 香奈儿                                 | 2014年6月4日                 | 翻唱专辑《ラブ・ソングス2》                                             | 英译翻唱                                                                                |
| 克里斯·哈特                            | 2014年6月25日                | 翻唱专辑《Heart Song II》                                               | 2014年7月5日，在富士电视台《MUSIC FAIR》中，无限开关、雨宫天、Heart共同主演了《奏》。。 |
| たま&やっぴ〜                          | 2014年8月13日                | 专辑《笑顔のレシピ》                                                    |                                                                                         |
| 触手猴                                 | 2014年12月17日               | 专辑《marasy piano world (Different Edition) 》                         | 仅用钢琴编曲                                                                            |
| Noa                                    | 2015年10月14日               | 翻唱专辑《没有爱》                                                      |                                                                                         |
| 朝仓沙耶                               | 2016年1月20日                | 单曲《おかえり-manzumamake-》                                           |                                                                                         |
| 木山裕策                               | 2016年3月2日                 | 翻唱专辑《F 守りたい君へ》                                              |                                                                                         |
| 梶瞳                                   | 2016年3月9日                 | 发布单曲《奏（かなで）》                                                |                                                                                         |
| 速水奏（饭田友子）                     | 2016年6月29日                | 专辑《THE IDOLM@STER CINDERELLA MASTER Cool jewelries! 003》            |                                                                                         |
| 山崎育三郎                             | 2016年8月24日                | 翻唱专辑《1936 〜your songs〜》                                         | [ 14 ]                                                                                  |
| 丰永利行                               | 2017年3月1日                 | 原声翻唱专辑《T's》                                                     |                                                                                         |
| 丸本莉子                               | 2018年2月28日                | 翻唱专辑《COVER SONGS》                                                 |                                                                                         |
| 佐香智久                               | 2018年3月21日                | 翻唱专辑《キミの耳にラブソングを》                                      |                                                                                         |
| 岛津亚矢                               | 2018年10月17日               | 翻唱专辑《SINGER 5》                                                    |                                                                                         |
| 高木同学（高桥李依）                   | 2019年9月25日                | 专辑《からかい上手の高木さん2 Cover Song Collection》                   | 电视动画《擅长捉弄的高木同学2》片尾主题曲                                               |
| Pastel*Palettes ［丸山彩（前岛亚美）］ | 2019年12月18日               | 翻唱专辑《BanG_Dream!音乐作品 翻唱专辑 Vol. 3》                         | 2018年12月24日收录在游戏《BanG_Dream!_少女樂團派對》中                                  |
| JUJU                                   | 2020年9月30日 2020年10月21日 | 单曲「奏（かなで） / LA･LA･LA LOVE SONG」 翻唱专辑《我的点歌本》        |                                                                                         |
| 阿部真央                               | 2021年1月20日                | カバーアルバム『MY INNER CHILD MUSEUM』                                 |                                                                                         |
| 广濑香美                               | 2021年1月27日                | 概念专辑《歌ってみた 歌われてみた》                                     | [ 15 ]                                                                                  |
| HAN-KUN                                | 2021年11月3日                | 翻唱专辑《Musical Ambassador2 〜Juke Box Man〜》                        |                                                                                         |
| 燐舞曲                                 | 2022年8月29日                | 游戏《D4DJ Groovy Mix》                                                 | [ 16 ]                                                                                  |
| Uru                                    | 2023年2月1日                 | コントラスト》                                                          | 收录于初回限定版《翻唱盘》光碟2                                                         |